# Asplundia gleasonii
Asplundia gleasonii är en enhjärtbladig växtart som beskrevs av Gunnar Wilhelm Harling. Asplundia gleasonii ingår i släktet Asplundia och familjen Cyclanthaceae.
Artens utbredningsområde är Guyana. Inga underarter finns listade.